# Paul LaDue
Paul LaDue (né le 6 septembre 1992 à Grand Forks, dans l'État du Dakota du Nord aux États-Unis) est un joueur professionnel américain de hockey sur glace qui évolue au poste de défenseur.

## Biographie
Après avoir joué en junior avec le Blizzard d'Alexandria de la North American Hockey League et les Stars de Lincoln dans la United States Hockey League, il est repêché par les Kings de Los Angeles à la 181e place du repêchage d'entrée dans la LNH 2012. Il joue une nouvelle saison avec les Stars de Lincoln puis trois avec les Fighting Hawks du Dakota du Nord de la National Collegiate Hockey Conference avant de signer son premier contrat avec les Kings en avril 2016. Il fait ses débuts professionnels la même année en disputant trois matchs avec le Reign d'Ontario lors des séries éliminatoires de la Ligue américaine de hockey.
Il commence la saison 2016-2017 avec le Reign puis il est appelé pour la première fois par les Kings le 1er février 2017 mais ne fait ses débuts dans la Ligue nationale de hockey que six jours plus tard lors d'une défaite 5-0 face au Lightning de Tampa Bay et marque son premier point lors de son deuxième match sur une passe pour Dwight King au cours d'une victoire 6-3 contre les Panthers de la Floride.

## Statistiques
| Saison     | Équipe                           | Ligue      |    | Saison régulière | Saison régulière | Saison régulière | Saison régulière | Saison régulière |   | Séries éliminatoires | Séries éliminatoires | Séries éliminatoires | Séries éliminatoires | Séries éliminatoires |
| Saison     | Équipe                           | Ligue      | PJ | B                | A                | Pts              | Pun              | PJ               | B | A                    | Pts                  | Pun                  |                      |                      |
| 2009-2010  | Great Plains                     | USHS       | 19 | 2                | 4                | 6                | 6                | -                | - | -                    | -                    | -                    |                      |                      |
| 2009-2010  | Grand Forks Central High         | USHS       | 27 | 10               | 25               | 35               | 18               | -                | - | -                    | -                    | -                    |                      |                      |
| 2010-2011  | Blizzard d'Alexandria            | NAHL       | 56 | 3                | 19               | 22               | 58               | 3                | 0 | 2                    | 2                    | 2                    |                      |                      |
| 2011-2012  | Stars de Lincoln                 | USHL       | 56 | 9                | 25               | 34               | 27               | 8                | 1 | 2                    | 3                    | 2                    |                      |                      |
| 2012-2013  | Stars de Lincoln                 | USHL       | 62 | 12               | 37               | 49               | 20               | 5                | 1 | 1                    | 2                    | 0                    |                      |                      |
| 2013-2014  | Fighting Hawks du Dakota du Nord | NCHC       | 41 | 6                | 15               | 21               | 23               | -                | - | -                    | -                    | -                    |                      |                      |
| 2014-2015  | Fighting Hawks du Dakota du Nord | NCHC       | 41 | 5                | 17               | 22               | 31               | -                | - | -                    | -                    | -                    |                      |                      |
| 2015-2016  | Fighting Hawks du Dakota du Nord | NCHC       | 41 | 5                | 14               | 19               | 14               | -                | - | -                    | -                    | -                    |                      |                      |
| 2015-2016  | Reign d'Ontario                  | LAH        | -  | -                | -                | -                | -                | 3                | 0 | 0                    | 0                    | 2                    |                      |                      |
| 2016-2017  | Reign d'Ontario                  | LAH        | 38 | 6                | 12               | 18               | 28               | 3                | 1 | 0                    | 1                    | 2                    |                      |                      |
| 2016-2017  | Kings de Los Angeles             | LNH        | 22 | 0                | 8                | 8                | 4                | -                | - | -                    | -                    | -                    |                      |                      |
| 2017-2018  | Reign d'Ontario                  | LAH        | 36 | 8                | 10               | 18               | 22               | -                | - | -                    | -                    | -                    |                      |                      |
| 2017-2018  | Kings de Los Angeles             | LNH        | 12 | 3                | 1                | 4                | 6                | 2                | 1 | 0                    | 1                    | 0                    |                      |                      |
| 2018-2019  | Kings de Los Angeles             | LNH        | 33 | 2                | 3                | 5                | 12               | -                | - | -                    | -                    | -                    |                      |                      |
| 2019-2020  | Kings de Los Angeles             | LNH        | 2  | 0                | 1                | 1                | 0                | -                | - | -                    | -                    | -                    |                      |                      |
| 2019-2020  | Reign d'Ontario                  | LAH        | 48 | 9                | 18               | 27               | 30               | -                | - | -                    | -                    | -                    |                      |                      |
| 2020-2021  | Bears de Hershey                 | LAH        | 18 | 3                | 5                | 8                | 18               | -                | - | -                    | -                    | -                    |                      |                      |
| 2021-2022  | Islanders de New York            | LNH        | 1  | 0                | 0                | 0                | 0                | -                | - | -                    | -                    | -                    |                      |                      |
| 2021-2022  | Islanders de Bridgeport          | LAH        | 60 | 4                | 8                | 12               | 26               | 6                | 0 | 1                    | 1                    | 6                    |                      |                      |
| 2022-2023  | Islanders de Bridgeport          | LAH        | 49 | 0                | 8                | 8                | 33               | -                | - | -                    | -                    | -                    |                      |                      |
| Totaux LNH | Totaux LNH                       | Totaux LNH | 70 | 5                | 13               | 18               | 22               | 2                | 1 | 0                    | 1                    | 0                    |                      |                      |